# Epione affiniaria
Epione affiniaria är en fjärilsart som beskrevs av Moritz Balthasar Borkhausen 1794. Epione affiniaria ingår i släktet Epione och familjen mätare. Inga underarter finns listade i Catalogue of Life.